# Flavio Vanzella
Flavio Vanzella, né le 4 mars 1964 à Vazzola, dans la province de Trévise, en Vénétie, est un coureur cycliste italien.

## Biographie
En 1987, en catégorie amateur, Flavio Vanzella remporte le championnat du monde du 100km contre-la-montre par équipes.
Il devient professionnel en 1989 et le reste jusqu'en 1998. Il remporte 3 victoires dans cette catégorie au cours de sa carrière. Il porte le maillot jaune lors du Tour de France 1994.

## Palmarès et résultats

### Palmarès amateur
- 1985
  - Trofeo Città di San Martino di Lupari
- 1986
  - Classement général du Regio Tour
  -  Médaillé d'argent du championnat du monde du contre-la-montre par équipes
- 1987
  -  Champion du monde du contre-la-montre par équipes (avec Roberto Fortunato, Eros Poli et Mario Scirea)
  - 11e étape du Tour de Cuba
  - Piccola Sanremo
  - 3e de la Clásica de Alcobendas
  - 3e du championnat d'Italie sur route amateurs

### Palmarès professionnel
- 1991
  - 3e de Milan-Vignola
- 1993
  - 4e étape du Tour de France (contre-la-montre par équipes)
  - 1re étape de la Bicyclette basque
- 1994
  - 3e étape du Tour de France (contre-la-montre par équipes)
- 1995
  - Tour de Vénétie
  - 10e étape du Tour de Suisse
  - 3e du Tour des Pays-Bas

### Résultats sur les grands tours

#### Tour de France
6 participations
- 1992 : 59e
- 1993 : 51e, vainqueur de la 4e étape (contre-la-montre par équipes)
- 1994 : 41e, vainqueur de la 3e étape (contre-la-montre par équipes),  maillot jaune pendant 2 jours
- 1995 : 86e
- 1996 : 60e
- 1997 : 60e

#### Tour d'Italie
4 participations
- 1991 : 93e
- 1992 : 76e
- 1993 : 82e
- 1994 : 60e

#### Tour d'Espagne
2 participations
- 1989 : abandon (21e étape)
- 1996 : abandon (11e étape)